# Campo di concentramento di Jaworzno
Il campo di concentramento di Jaworzno fu istituito nella Polonia occupata dai tedeschi nel 1943, durante la seconda guerra mondiale; negli anni dal 1945 al 1956, fu usato nella Polonia comunista dallo NKVD sovietico e dal Ministero della Pubblica Sicurezza con l'ausilio di altre agenzie del regime comunista polacco. Oggi il sito è un complesso di appartamenti e ospita anche un memoriale delle vittime del campo.

## Storia
In origine fu un campo di concentramento nazista noto come SS-Lager Dachsgrube o anche come Arbeitslager Neu-Dachs, istituito a Jaworzno nella Piccola Polonia. Il campo operò sotto l'amministrazione nazista dal giugno 1943 fino all'evacuazione avvenuta nel gennaio 1945.
Nel dopoguerra, il campo fu ripristinato e gestito prima dall'Unione Sovietica e poi dalla Repubblica Popolare di Polonia fino al 1956, principalmente per internare la popolazione tedesca locale che rappresentava la maggioranza della popolazione della regione. Durante questo periodo, fu noto con il nome di campo di lavoro centrale di Jaworzno (in polacco: Centralny Obóz Pracy w Jaworznie, COP Jaworzno).

## Gli anni del nazismo

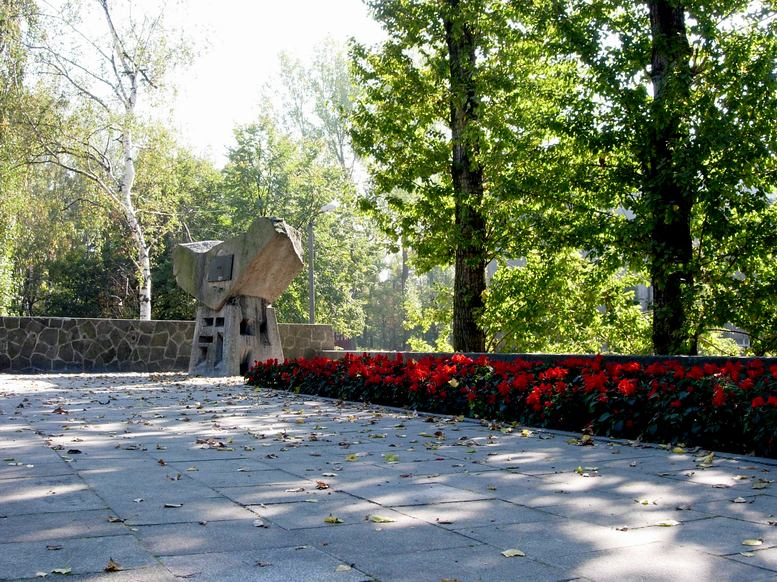
Memoriale del campo di lavoro di Neu-Dachs nel 2006.

Il campo nazista di Jaworzno fu aperto il 15 giugno 1943, come uno dei tanti sottocampi di Auschwitz e fornì la forza lavoro per l'industria bellica tedesca. I detenuti furono impiegati principalmente nell'estrazione del carbone e nella costruzione della centrale elettrica "Wilhelm" (dopo la guerra diventerà "Jaworzno I") per la società EnergieVersorgung Oberschlesien AG (EVO) di Albert Speer. Tra i costruttori del campo ci furono i prigionieri di guerra britannici provenienti dallo Stalag VIII-B di Lamsdorf (Łambinowice). L'unità di guardia del campo, composta da circa 200-300 membri delle SS, era formata per lo più dal Volksdeutsche guidata dal comandante del campo Bruno Pfütze e dal suo vice Paul Weissman.
Nel campo furono internati fino a 5.000 detenuti, soprattutto ebrei europei pari a circa l'80% degli internati; quando il campo entrò in funzione, gli ebrei di Jaworzno (che prima della guerra erano circa 3 000) e del resto della Polonia erano già stati in gran parte sterminati. Tra gli altri prigionieri ci furono i prigionieri di guerra sovietici, oltre a polacchi e tedeschi. Furono segnalate 14 fughe dal campo (compresi diversi prigionieri di guerra sovietici che poi si unirono ai partigiani comunisti polacchi).
Il tasso di sopravvivenza del campo era basso a causa delle pessime condizioni di vita: in effetti, circa 2 000 persone persero la vita nel campo di Jaworzno per fame, malattie, lavori forzati e brutalità. Alcuni non furono uccisi dalle guardie, ma dai dipendenti civili tedeschi della miniera di carbone (per lo più membri delle SA) incaricati di sorvegliare i prigionieri durante il lavoro. Inoltre, ogni mese circa 200 detenuti che non erano più in grado di lavorare venivano portati in camion dal campo alle camere a gas di Birkenau, provocando così altre migliaia di morti.
La notte del 15 gennaio 1945, il campo fu bombardato dall'aviazione sovietica durante l'avanzata dell'Armata Rossa e fu evacuato il 17 gennaio, due giorni dopo. All'ultimo appello, il numero dei detenuti fu stabilito in 3 664 persone. Le SS giustiziarono circa 40 prigionieri non idonei al trasporto, altri 400 furono lasciati vivi mentre circa 3 200 furono obbligati a marciare per circa 250 km verso ovest. Centinaia di loro morirono durante il tragitto verso il campo di concentramento di Gross-Rosen, tra cui circa 300 prigionieri uccisi in un massacro avvenuto la seconda notte di marcia (in totale, circa 9 000-15 000 prigionieri del sistema di Auschwitz morirono durante le marce di evacuazione). Il campo abbandonato fu liberato il 19 gennaio 1945 dall'esercito di resistenza polacca Armia Krajowa (AK). Circa 350 ex prigionieri erano ancora vivi quando le forze sovietiche dell'Armata Rossa vi giunsero una settimana dopo. Il comandante Pfütze fu ucciso più tardi nel 1945.

## Gli anni del comunismo

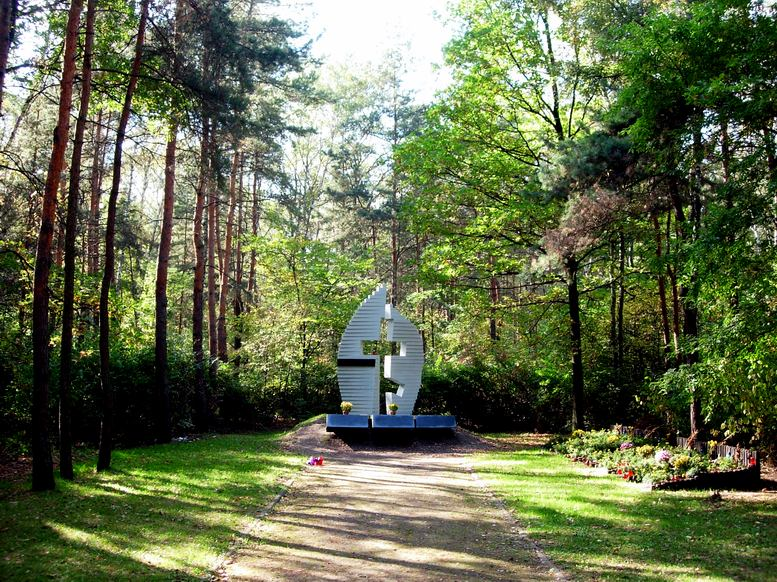
Memoriale del Campo di lavoro centrale di Jaworzno.

Dal febbraio 1945 il campo fu utilizzato dallo NKVD sovietico e poi dal Ministero della Pubblica Sicurezza polacco (UB) come campo di prigionia per i cosiddetti "nemici della nazione" (in polacco: wrogowie narodu), alcuni erano militari tedeschi prigionieri di guerra (i membri delle Waffen-SS erano internati separatamente dagli altri) e collaboratori nazisti provenienti da tutta la Polonia, ma la maggior parte erano tedeschi locali dell'Alta Slesia tedesca, tedeschi dell'Alta Slesia polacca e civili della Slesia principalmente provenienti da Jaworzno e dalla vicina Chrzanów; tra loro c'erano anche donne e bambini. Ci furono anche polacchi etnici arrestati per la loro opposizione allo stalinismo, compresi i membri della resistenza polacca AK e dei Battaglioni di contadini (in polacco: Bataliony Chłopskie, BCh), e in seguito dell'organizzazione anticomunista Associazione Libertà e Indipendenza (in polacco: Zrzeszenie Wolność i Niezawisłość, WiN). Il campo per i tedeschi rimase in funzione fino al 1949, quando gli ultimi restanti furono autorizzati a ritornare in Germania.

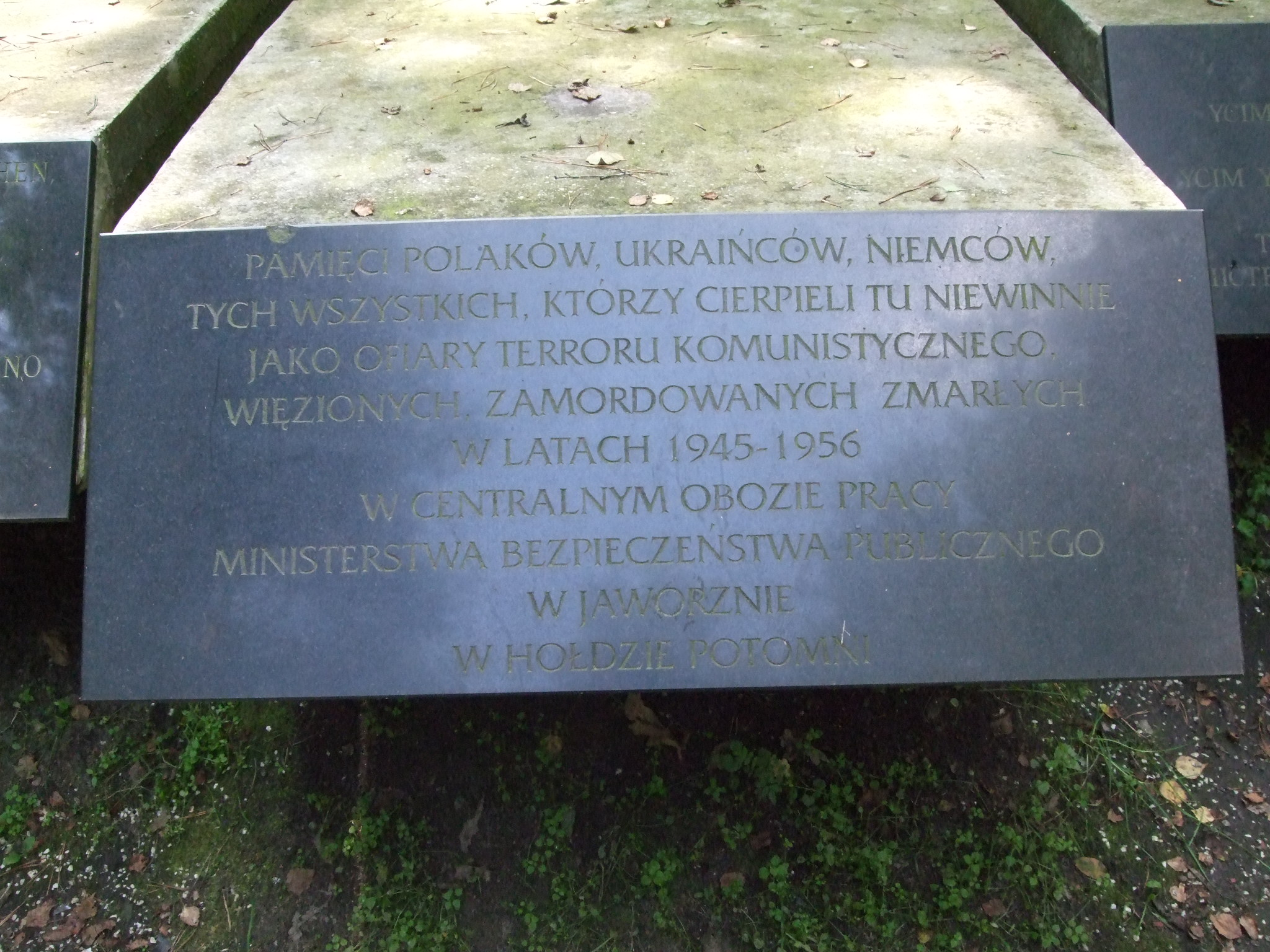
La targa commemorativa del COP Jaworzno in polacco, situata tra la targa tedesca e quella ucraina.

Nell'aprile 1945 il campo fu rinominato "Campo di lavoro centrale" (COP) e la scritta tedesca Arbeit macht frei fu sostituita dalla polacca Praca uszlachetnia człowieka ("Il lavoro nobilita l'uomo"). I prigionieri lavorarono per lo più nella costruzione della centrale elettrica di Jaworzno o in fabbriche e miniere vicine. Tutti erano internati in sottocampi separati ed erano sorvegliati da più di 300 soldati e ufficiali del Corpo di Sicurezza Interna, aiutati da una dozzina di civili. Uno dei comandanti (dal 1949) fu un ebreo polacco e comunista di nome Salomon Morel, noto per la crudeltà usata nel campo di lavoro di Zgoda a Świętochłowice; tra gli altri c'erano Włodzimierz Staniszewski, Stanisław Kwiatkowski e Teofil Hazelmajer (tutti rispondenti a Jakub Hammerschmidt, in seguito noto come Jakub Halicki), oltre all'ufficiale sovietico dello NKVD Ivan Mordasov.

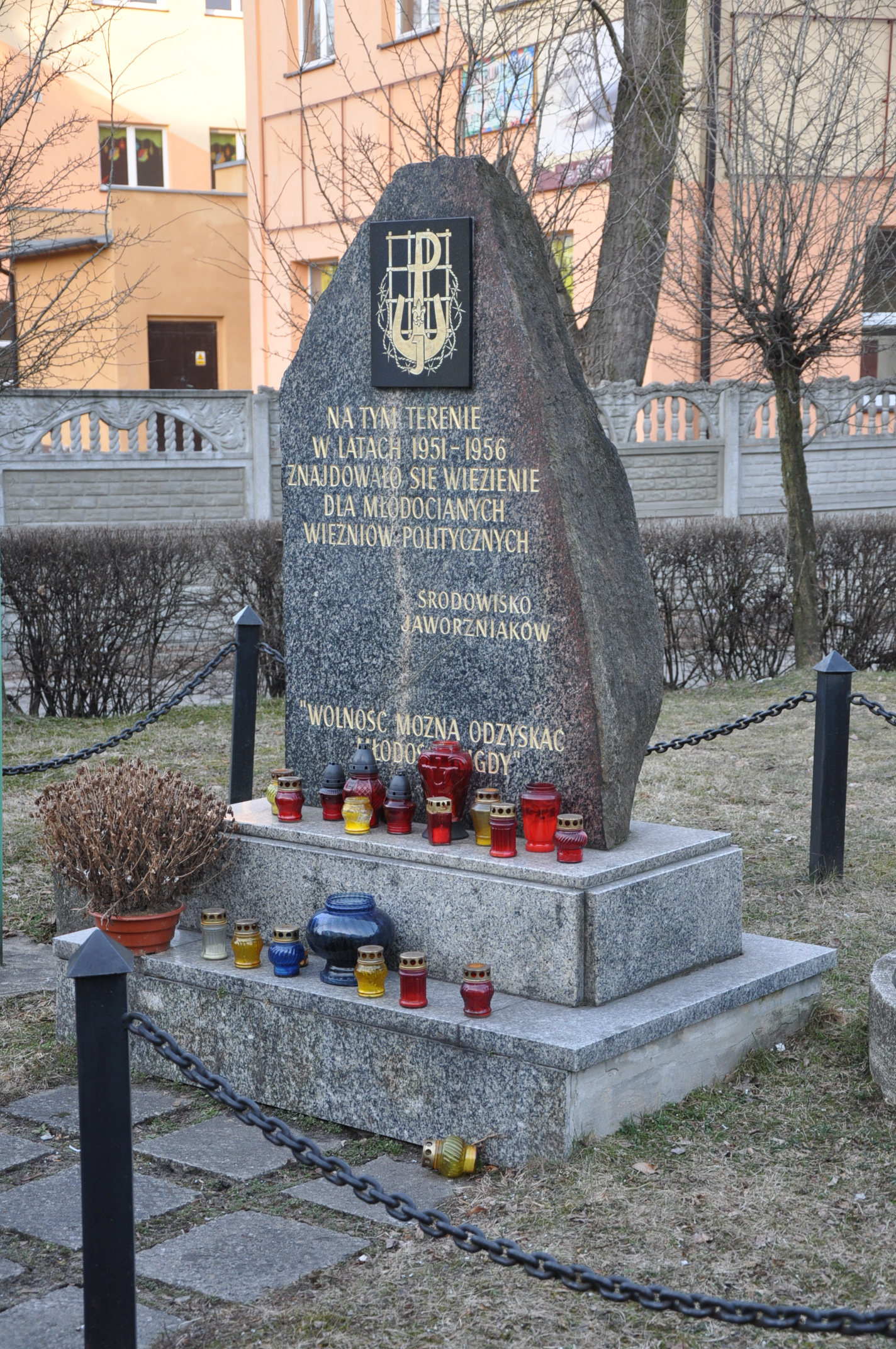
Memoriale dei prigionieri politici adolescenti 1951-1956.

C'erano anche altri due sottocampi satellite situati a Chrusty e Libiąż, oltre un sottocampo separato per i prigionieri di etnia Lemko e ucraina. Il 23 aprile 1947, con un decreto dell'Ufficio Politico del Comitato Centrale del Partito dei Lavoratori Polacchi, il COP Jaworzno fu scelto per la detenzione dei civili durante la campagna di deportazione dell'Operazione Vistola. Il primo trasporto di 17 prigionieri provenienti da Sanok raggiunse il sottocampo speciale di Jaworzno il 5 maggio e il numero di questi prigionieri alla fine raggiunse quasi le 4.000 unità (tra cui oltre 700 donne e bambini); la stragrande maggioranza di loro arrivò nel 1947. La maggior parte erano persone sospettate di simpatie per i ribelli dell'Esercito Insurrezionale Ucraino e i selezionati dai trasporti dell'Operazione Vistola. I prigionieri Lemko e ucraini furono gradualmente rilasciati tra la primavera del 1948 e la primavera del 1949. La maggior parte di loro fu deportata nei nuovi luoghi di insediamento o liberata, ma diverse centinaia furono mandate nelle prigioni militari e almeno 161 morirono nel campo.
Secondo le statistiche ufficiali dell'epoca, tra il 1945 e il 1947 morirono a COP Jaworzno 1 535 persone, di cui 972 a causa di un'epidemia di tifo nel campo sovraffollato, su almeno 6 140 morti contati nei campi e nelle prigioni della Polonia. Secondo una ricerca condotta nel 1993 da alcuni storici polacchi sui dati resi disponibili dai servizi carcerari, il numero complessivo dei prigionieri morti a COP Jaworzno tra il 1945 e il 1956 è di 6 987 persone, una cifra molto superiore a quella di qualsiasi altro centro di detenzione polacco: le vittime erano soprattutto tedeschi Volksdeutsche.
Dopo la conclusione dell'Operazione Vistola nel 1949, il campo continuò a essere utilizzato per i prigionieri politici polacchi. Tra il 1951 e il 1956, fu trasformato in "prigione progressiva per adolescenti" (in polacco: Progresywne Więzienie dla Młodocianych) di età inferiore ai 21 anni. Circa 15 000 persone vi transitarono come detenuti, internati in condizioni migliori rispetto ai precedenti prigionieri; il lavoro forzato fu accompagnato da indottrinamento e istruzione. La chiusura definitiva del campo avvenne durante l'ondata di riforme generali post-staliniane, a seguito di una rivolta carceraria nel 1955 scatenata dall'incidente dove un prigioniero in fuga fu colpito a morte.

## Conseguenze
L'ex campo è stato trasformato in un complesso residenziale, le baracche in mattoni sono state convertite in edifici abitativi ed educativi (una scuola elementare musicale e un asilo, oltre a una casa della cultura). Nel 2012, i residenti vivevano ancora nel complesso. Sul luogo dell'esecuzione di massa dei prigionieri avvenuta nel gennaio 1945 da parte delle SS, è stato eretto un monumento commemorativo in polacco dedicato alle "vittime dell'hitlerismo 1939-1945".
Dopo la caduta del comunismo in Polonia, il monumento è stato affiancato da una piccola lapide commemorativa dei detenuti della prigione politica nel vicino cortile della scuola elementare. Il 23 maggio 1998, i presidenti polacco e ucraino Aleksander Kwaśniewski e Leonid Kuchma hanno inaugurato un altro monumento commemorativo, dedicato a "tutte le vittime innocenti tedesche, polacche e ucraine del terrore comunista che sono morte o sono state assassinate" nel campo, eretto sul sito di una fossa comune in un bosco vicino.

## Nella cultura di massa
- (EN) Harry Haft - Storia di un sopravvissuto, su IMDb, IMDb.com.[23][24]